# ДЕ1
Електровоз ДЕ1 — електровоз постійного струму виробництва Дніпропетровського електровозобудівного заводу для потреб залізничного транспорту України.

## Історія

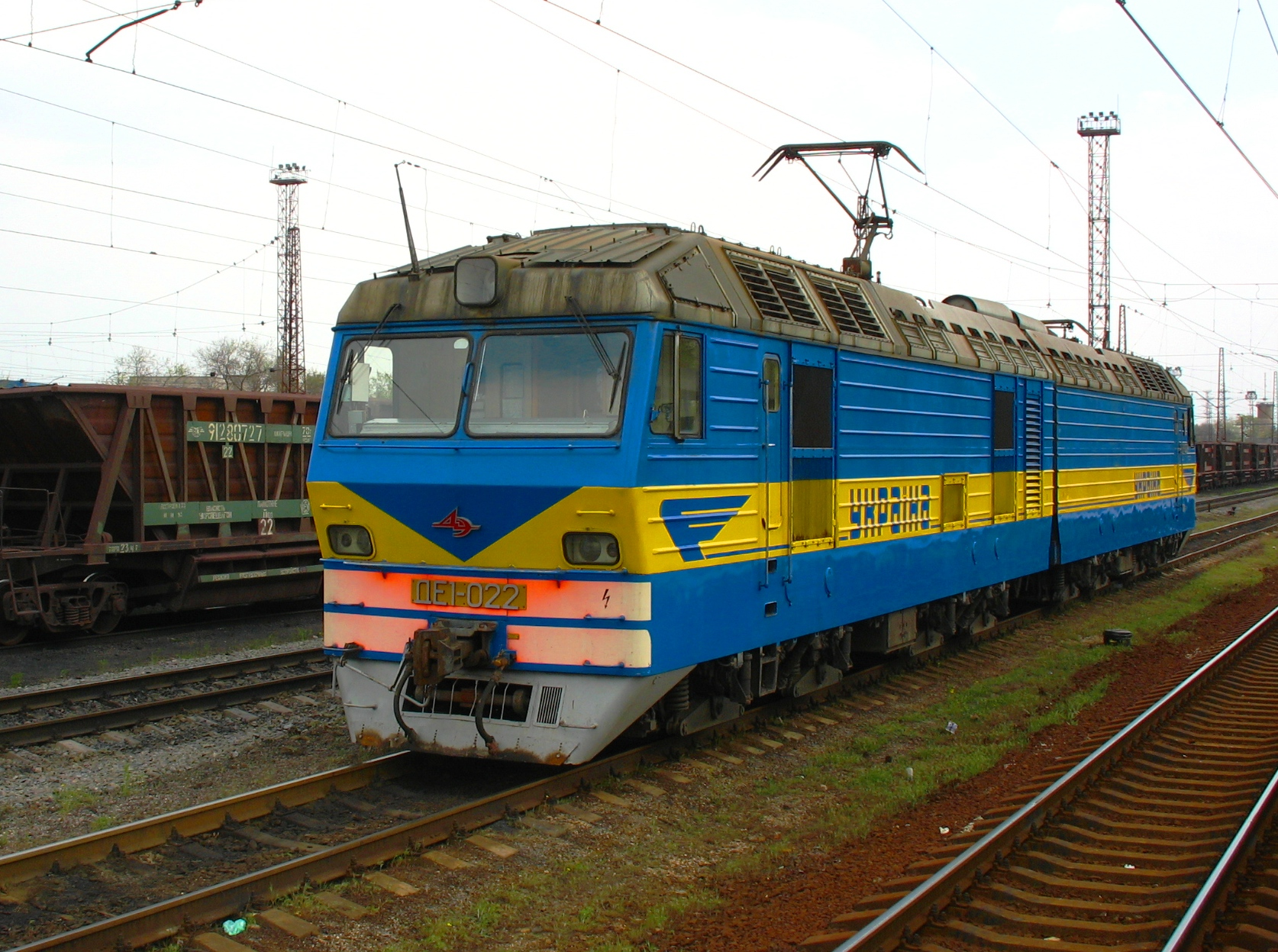
Електровоз ДЕ1-022

У 1990-ті роки назріла гостра необхідність заміни електровозів ВЛ8, які вже практично припинили роботу на залізницях Росії та залишалися основним вантажним локомотивом лише на Донецькій та Придніпровській залізницях України. З цією метою Дніпропетровський електровозобудівний завод взявся за розробку нового електровоза.
Перші дві побудовані машини — ДЕ1-001 і ДЕ1-002 — мали деякі елементи, які на серійних машинах змінили на сучасніші. Фактично ці дві машини стали «випробувальним полігоном», на якому відпрацьовувалися різні конструктивні рішення, і всього через кілька років експлуатації вони були списані через значне зношування. До 2008 року було виготовлено 40 електровозів.

## Конструкція

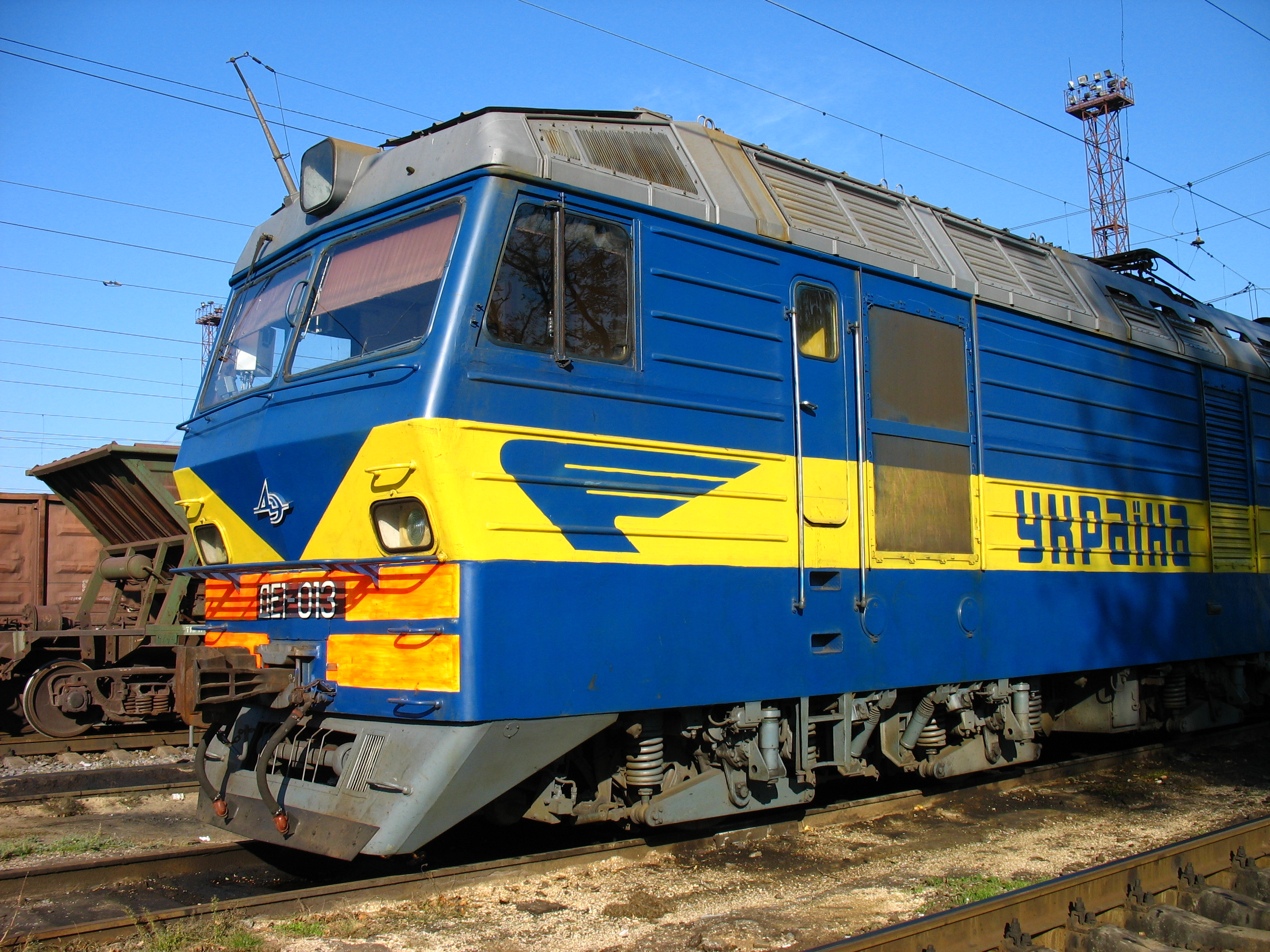
Кабіна електровоза ДЕ1

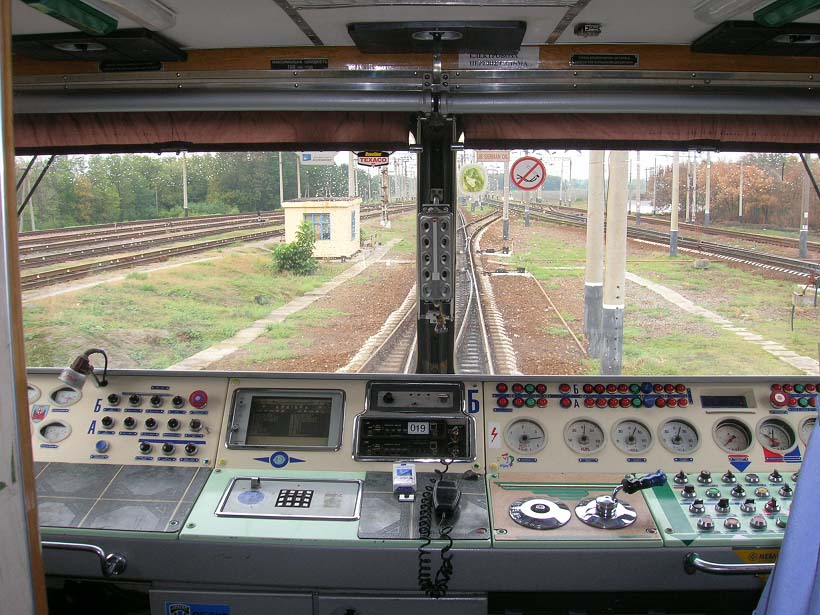
Кабіна електровоза ДЕ1

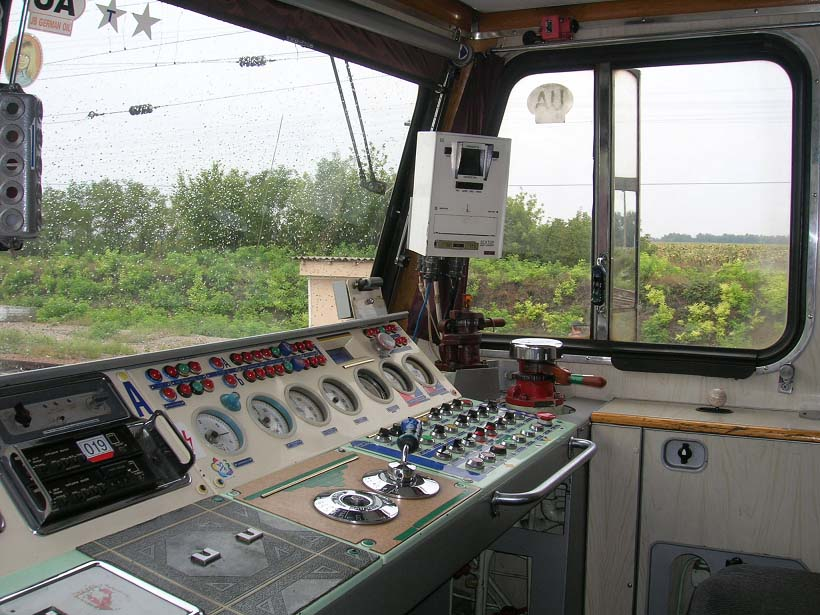
Місце машиніста електровоза ДЕ1

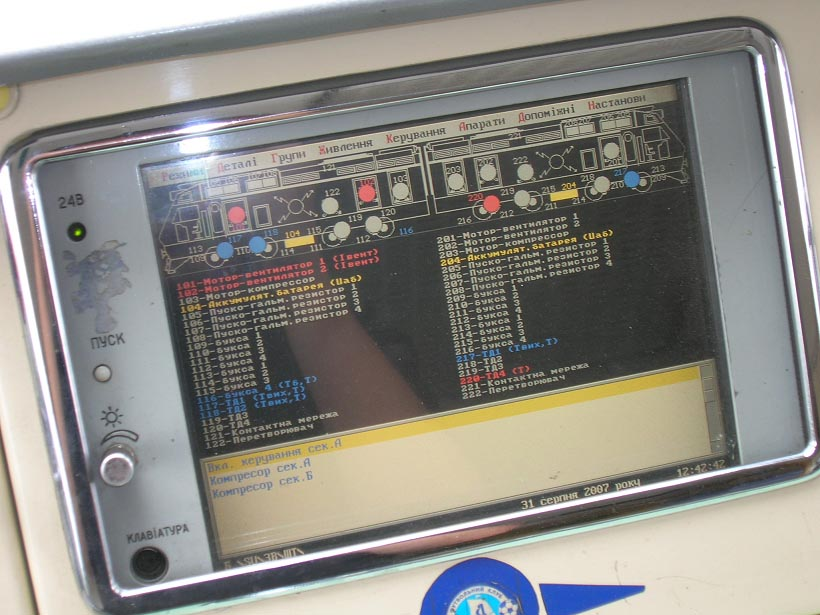
Монітор МСУД електровоза ДЕ1

Електровоз ДЕ1 складається з двох однакових секцій, пов'язаних шарнірно. Кузов локомотива суцільнометалевий, з несучою рамою. Візки двоосьові, з буксовими вузлами по типу вузлів електровозів ЧС4 — передача тягово-гальмівних зусиль через два гумометалевих провода, вагового навантаження — через пружини, що спираються на підвішений знизу до букси балансир. На даху в передній частині секції розташовані пуско-гальмівні резистори (ПТР), в задній частині струмоприймач типу асиметричний полупантограф і головні резервуари.
Силова схема по спільних рішеннях схожа з силовою схемою електровоза ЧС7. Тягові двигуни (ТЕД), яких на електровозі вісім, постійно з'єднані послідовно по два, бо один двигун розрахований на половину напруги контактної мережі — 1500 В. Для відключення несправної групи встановлені групові перемикачі з пневматичним приводом, керовані з пульта помічника машиніста, а для зміни напрямку руху електровоза — аналогічні по конструкції відключателям ТЕД реверсори. Групи тягових двигунів можуть з'єднуватися послідовно (серієсне з'єднання, С), послідовно-паралельно (СП з'єднання) і паралельно (П). На кожному з'єднанні в ланцюг двигунів спочатку вводяться ПТР, що забезпечують плавний розгін по мірі їх ступеневої виводу. На С з'єднанні є 23 резисторних (реостатних) позиції, 24-а позиція є ходовою, тобто на ній допускається тривала їзда. Ходова позиція СП з'єднання — 40-а, П — 56-а. Всі перемикання в силовій схемі робляться індивідуальними контакторами.

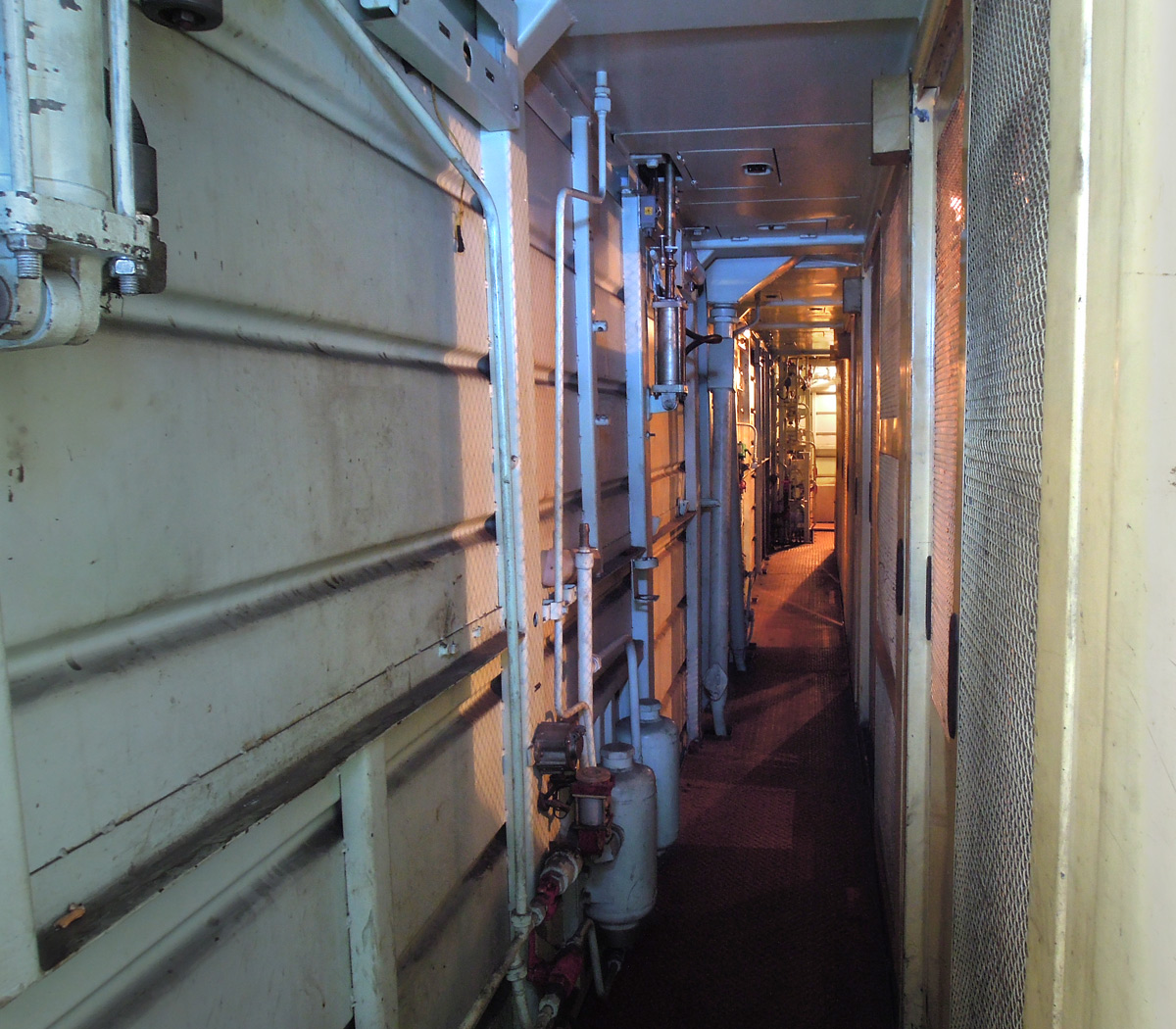
Поздовжній прохід електровоза ДЕ1

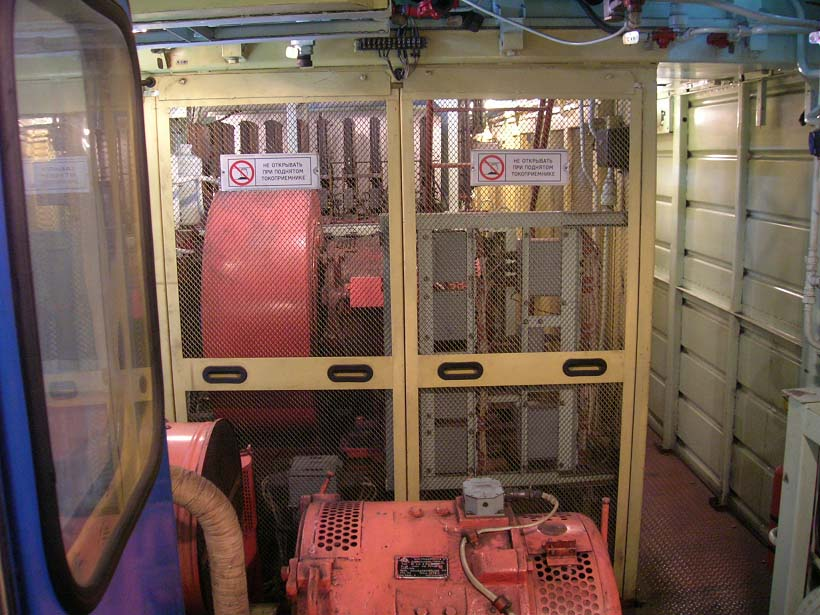
Задня частина секції електровоза ДЕ1

На електровозі є два види електричного гальмування — реостатне і рекуперативне. В обох випадках обмотки збудження ТЕД живляться від статичного перетворювача, а з якорів знімається вироблений струм, однак при реостатному гальмуванні струм, що виробляється подається на ПТР і перетворюється в тепло, а при рекуперативному повертається в контактну мережу, в цьому режимі якорі також можуть з'єднуватися в три з'єднання. ПТР, як і на електровозах ЧС2Т і ЧС7, мають вентилятори, що живляться від відпайки самих резисторів, тобто напруга на вентиляторах і їх частота обертання залежать від струму через ПТР. Це охороняє ПТР від перегріву при тривалій їзді на реостатній позиції або реостатному гальмуванні. Для перемикання між режимами тяги і гальмування встановлені гальмівні перемикачі, конструктивно аналогічні реверсорам і відключатель ТЕД.
На кожній секції встановлено два відцентрових мотор-вентилятора, кожен з яких обдуває тягові двигуни візка. Привід вентиляторів — високовольтні колекторні двигуни. Мотор-вентилятори мають три частоти обертання — низьку, середню і вищу, це досягається включенням всіх чотирьох вентиляторів електровоза послідовно, послідовно-паралельно або паралельно. Для забезпечення електровоза і состава стисненим повітрям кожна секція має компресор ПК-5, 25 (аналогічний встановлений на промисловій модифікації тепловоза ТЕМ7 і тепловозах ТГМ6 та ТЕП70), який також має привід від високовольтного колекторного двигуна.
Живлення ланцюгів управління та освітлення напругою 50 вольт, а також обмоток збудження тягових двигунів при електричному гальмуванні здійснює статичний напівпровідниковий перетворювач (на ДЕ1-001-013 стояв електромашинний перетворювач), який живиться від контактної мережі. Захист високовольтного обладнання кожної секції — швидкодіючий вимикач швейцарської фірми Шешерон, оснащений електронним блоком для більш швидкого відключення в деяких ситуаціях.

### Керування
Для керування силовою схемою і діагностики устаткування кожна секція має мікропроцесорну систему управління та діагностики (МСУД). На пульті машиніста встановлений контролер машиніста, а на пульті помічника монітор з клавіатурою, що керують МСУД. Гальмівне обладнання електровоза в цілому стандартне — кран машиніста № 395 і кран допоміжного гальма № 254, повітророзподільник № 483, проте є й нові елементи — наприклад, датчик обриву гальмової магістралі № 418. Всі атмосферні отвори (виводять стиснене повітря з гальмівної системи) гальмівних кранів мають трубопроводи, що виходять назовні кузова, тому робота кранів в кабіні майже не чутна й не стомлює слух характерними гучними звуками.

## Експлуатація

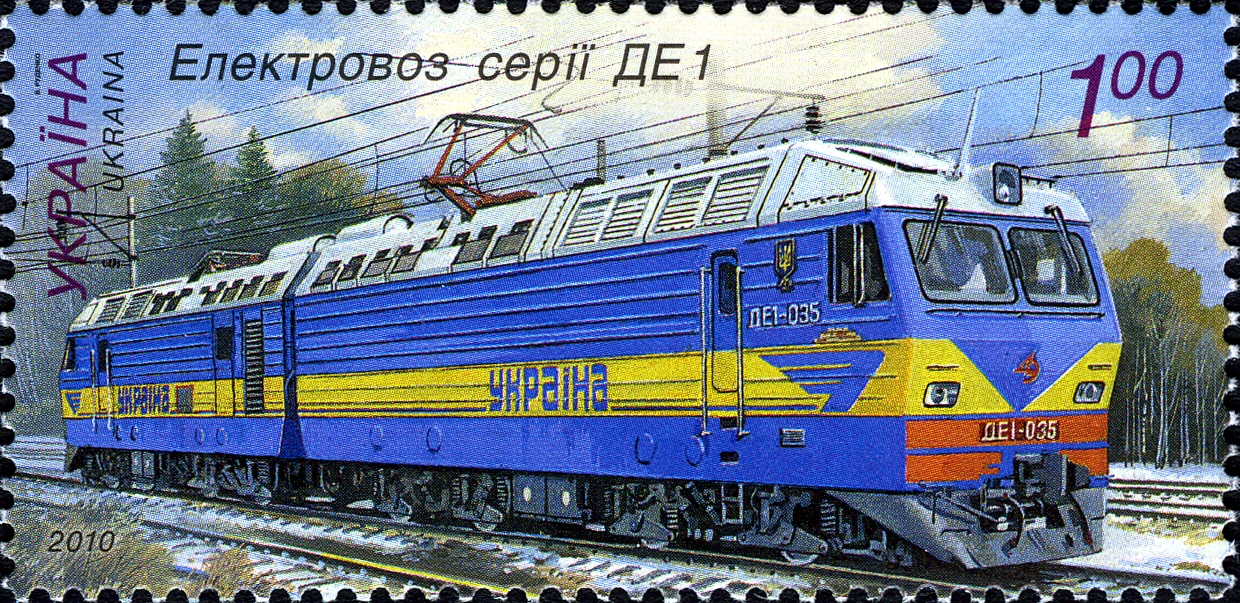
«ДЕ1», поштова марка України (2010)

На серпень 2007 року електровози ДЕ1 поділені порівну між депо Нижньодніпровськ-Вузол (м. Дніпропетровськ) Придніпровської залізниці та Красний Лиман Донецької залізниці. Раніше електровози були закріплені за локомотивними бригадами, що дозволяло їх берегти, але в наш час[коли?] вони закріплені лише формально і на кожній машині може працювати будь-яка бригада.
Два головних недоліки машини — схильність до буксування й ненадійна робота електронної частини, перший пояснюється великою потужністю і необладнанням електровоза протирозвантажуючими пристроями, які є на електровозах ВЛ та ЧС, а другий некваліфікованим обслуговуванням, багато датчиків після виходу із заводського ремонту працюють до першого великого деповського ремонту. У результаті помилково індикується буксування або, наприклад, перегрів тягового двигуна.
21 січня 2009 зійшов з рейок електровоз ДЕ1-024 на ст. Красний Лиман Донецької залізниці.